# Николаев, Геннадий Николаевич
Геннадий Геннадьевич Николаев (8 июля 1936, Ашхабад, Туркменская ССР, СССР — 5 июня 2013, Москва, Российская Федерация) — советский пловец, бронзовый призёр Олимпийских игр (1956). Экс-рекордсмен мира. Мастер спорта СССР.

## Спортивная карьера
Выступал за ЦСКА. Тренировался под руководством заслуженных тренеров СССР Кирилла Инясевского и Георгия Чернова.
Мировой рекордсмен в эстафете 4×200 м вольным стилем (1956 г.). На XVI летних Олимпийских играх в Мельбурне (1956) в составе сборной СССР стал бронзовым призёром на той же дистанции. На Спартакиаде дружественных армий 1958 победил в комбинированной эстафете 4×100 метров, а также завоевал серебряную медаль на дистанции 100 метров вольным стилем.
Шестикратный (1956—1958) рекордсмен Европы в эстафетном плавании. Двукратный рекордсмен СССР (1957 г.) в плавании на 200 м вольным стилем.